# مسابقات جهانی ژیمناستیک ریتمیک ۱۹۹۲
مسابقات جهانی ژیمناستیک ریتمیک ۱۹۹۲ شانزدهمین دوره مسابقات جهانی ژیمناستیک ریتمیک است که در بروکسل، بلژیک از ۲۰ تا ۲۲ نوامبر ۱۹۹۲ میلادی برگزار شده است.

## جدول مدال‌ها
| رتبه | کشور      | طلا | نقره | برنز | مجموع |
| ۱    | روسیه     | ۸   | ۰    | ۰    | ۸     |
| ۲    | بلاروس    | ۲   | ۰    | ۱    | ۳     |
| ۳    | بلغارستان | ۰   | ۳    | ۲    | ۵     |
| ۴    | اسپانیا   | ۰   | ۲    | ۲    | ۴     |
| ۵    | ایتالیا   | ۰   | ۱    | ۱    | ۲     |
| ۶    | اوکراین   | ۰   | ۱    | ۰    | ۱     |
| ۷    | کره شمالی | ۰   | ۰    | ۱    | ۱     |
| ۷    | رومانی    | ۰   | ۰    | ۱    | ۱     |